# Maleisië op de Olympische Zomerspelen 1996
Maleisië nam deel aan de Olympische Zomerspelen 1996 in Atlanta, Verenigde Staten. Het land uit Zuidoost-Azië won bij deze editie een zilveren en een bronzen medaille, goed voor de 58ste plaats in het medailleklassement.

## Deelnemers en resultaten

### Atletiek
| Olympiër         | Discipline            | Resultaat | Prestatie                     |
| ---------------- | --------------------- | --------- | ----------------------------- |
| Watson Nyambek   | 100m (m)              | 60e       | serie 10: 6de in 10,55        |
| Nur Herman Majid | 110m horden (m)       | DNS       | serie 4: niet gestart         |
| Loo Kum Zee      | hoogspringen (m)      | 30e       | kwalificatie: 30ste met 2,15m |
|                  |                       |           |                               |
| Annastasia Raj   | 10km snelwandelen (v) | 24e       | 45.47                         |

### Badminton
| Olympiër                    | Discipline     | Resultaat | Prestatie |
| --------------------------- | -------------- | --------- | --- |
| Ong Ewe Hock                | enkelspel (m)  | 9e        | 1ste ronde: W van FIN Liljequist: 2-1 (17-14, 12-15, 15-2) 2de ronde: W van NED van Dijk: 2-0 (15-11, 15-10) 3de ronde: V van DEN Larsen: 0-2 (14-17, 9-15) |
| Rashid Sidek                | enkelspel (m)  | Brons     | 1ste ronde: vrij 2de ronde: W van RUS Antropov: 2-0 (15-11, 15-7) 3de ronde: W van CHN Lizhi: 2-0 (15-5, 15-2) kwartfinale: W van INA Suprianto: 2-0 (15-5, 15-12) halve finale: V van CHN Dong: 0-2 (6-15, 16-18) bronzen finale: W van INA Arbi: 2-1 (5-15, 15-11, 15-6)                             |
| Cheah Soon Kit Yap Kim Hock | dubbelspel (m) | Zilver    | 1ste ronde: vrij 2de ronde: W van CHN Ge/Tao: 2-0 (15-8, 15-2) kwartfinale: W van KOR Ha/Kang: 2-0 (18-17, 15-8) halve finale: W van INA Ariantho/Kantono: 2-0 (15-10,15-4) finale: V van INA Mainaky/Subagja: 1-2 (15-5, 13-15, 12-15)                                                                |
| Soo Beng Kiang Tan Kim Her  | dubbelspel (m) | 4e        | 1ste ronde: W van CAN Kaul/Sydie: 2-0 (15-7, 15-3) 2de ronde: W van INA Gunawan/Suprianto: 2-1 (18-13, 4-15, 15-6) kwartfinale: W van GBR Archer/Hunt: 2-0 (15-5, 15-12) halve finale: V van INA Mainaky/Subagja: 0-2 (3-15, 5-15) bronzen finale: V van INA Ariantho/Kantono: 1-2 (15-4, 12-15, 8-15) |
|                             |                |           | |
| Chan Chia Fong              | enkelspel (v)  | 17e       | 1ste ronde: vrij 2de ronde: V van CHN Ye: 0-2 (4-11, 1-11) |

### Boksen
| Olympiër   | Discipline | Resultaat | Prestatie                            |
| ---------- | ---------- | --------- | ------------------------------------ |
| Sapok Biki | -48kg (m)  | 17e       | 1ste ronde: V van MEX Martinez: 4-15 |

### Hockey
| Olympiër | Discipline | Resultaat | Prestatie |
| --- | ---------- | --------- | --- |
| Mohamed Nasihin Nubil Ibrahim Maninderjit Singh Magmar Lailin Abu Hassan Brian Jaya Siva Lim Chiow Chuan Charles David Chairil Anwar Abdul Aziz Lam Mun Fatt Shankar Ramu Nor Saiful Zaini Nasiruddin Kaliswaran Muniandy Aphthar Singh Piara Mirnawan Nawawi Calvin Fernandez Kuhan Shanmuganathan Hamdan Hamzah | mannen     | 11e       | groep B: 6de V van Nederland: 0-2 G van Zuid-Afrika: 2-2 G van Groot-Brittannië: 2-2 V van Australië: 1-5 V van Zuid-Korea: 2-4 9-12de plek: V van Argentinië: 4-4 (0-3) 11-12de plek: W van Verenigde Staten: 4-1 |

| Groep B |                  |             |             |             |             |            |            |            |        |
| #       | Land             | Wedstrijden | Wedstrijden | Wedstrijden | Wedstrijden | Doelpunten | Doelpunten | Doelpunten | Punten |
| #       | Land             | G           | W           | G           | V           | V          | T          | Saldo      | Punten |
| 1       | Nederland        | 5           | 4           | 1           | 0           | 14         | 6          | +8         | 9      |
| 2       | Australië        | 5           | 3           | 1           | 1           | 13         | 7          | +6         | 7      |
| 3       | Groot-Brittannië | 5           | 1           | 3           | 1           | 8          | 8          | 0          | 5      |
| 4       | Zuid-Korea       | 5           | 1           | 2           | 2           | 12         | 13         | -1         | 4      |
| 5       | Zuid-Afrika      | 5           | 0           | 3           | 2           | 7          | 12         | -5         | 3      |
| 6       | Maleisië         | 5           | 0           | 2           | 3           | 7          | 15         | -8         | 2      |

| Ronde        | Datum   | Plaats     | Land      | Score            | Land |
| ------------ | ------- | ---------- | --------- | ---------------- | ---- |
| Groepsfase   |         |            |           |                  |      |
| 21 juli      | Atlanta | Nederland  | 2-0       | Maleisië         |      |
| 23 juli      | Atlanta | Maleisië   | 2-2       | Zuid-Afrika      |      |
| 25 juli      | Atlanta | Maleisië   | 2-2       | Groot-Brittannië |      |
| 27 juli      | Atlanta | Maleisië   | 1-5       | Australië        |      |
| 29 juli      | Atlanta | Maleisië   | 2-4       | Zuid-Korea       |      |
| 9-12de plek  |         |            |           |                  |      |
| 31 juli      | Atlanta | Argentinië | 4-4 (3-0) | Maleisië         |      |
| 11-12de plek |         |            |           |                  |      |
| 1 augustus   | Atlanta | Maleisië   | 4-1       | Verenigde Staten |      |

### Kanovaren
| Olympiër | Discipline     | Resultaat | Prestatie                                                      |
| -------- | -------------- | --------- | -------------------------------------------------------------- |
| Sal Ayob | K-1 slalom (m) | 43e       | run 1: 42ste met 259,15 run 2: 41ste met 229,54 totaal: 229,54 |

### Schietsport
| Olympiër     | Discipline | Resultaat | Prestatie                                  |
| ------------ | ---------- | --------- | ------------------------------------------ |
| Kaw Fun Ying | skeet (m)  | 54e       | kwalificatie: 54ste met 110 punten (67-43) |

### Zeilen
| Olympiër  | Discipline | Resultaat | Prestatie                                      |
| --------- | ---------- | --------- | ---------------------------------------------- |
| Kevin Lim | laser      | 37e       | 300 punten: (32-26-36-34-35-39-48-33-40-41-25) |

### Zwemmen
| Olympiër                                           | Discipline            | Resultaat | Prestatie                    |
| -------------------------------------------------- | --------------------- | --------- | ---------------------------- |
| Alex Lim                                           | 100m rugslag (m)      | 32e       | serie 1: 1ste in 57,68 (NR)  |
| Alex Lim                                           | 200m rugslag (m)      | 31e       | serie 1: 2de in 2.06,17      |
| Elvin Chia                                         | 100m schoolslag (m)   | 29e       | serie 3: 5de in 1.04,46 (NR) |
| Elvin Chia                                         | 200m schoolslag (m)   | 25e       | serie 2: 4de in 2.20,39      |
| Anthony Ang                                        | 100m vlinderslag (m)  | 45e       | serie 3: 5de in 56,41        |
| Anthony Ang                                        | 200m vlinderslag (m)  | 31e       | serie 2: 1ste in 2.03,1 (NR) |
| Wan Azlan Abdullah                                 | 200m wisselslag (m)   | 36e       | serie 1: 5de in 2.12,11      |
| Wan Azlan Abdullah                                 | 400m wisselslag (m)   | 27e       | serie 1: 3de in 4.38,95      |
| Alex Lim Anthony Ang Elvin Chia Wan Azlan Abdullah | 4x100m wisselslag (m) | 20e       | serie 1: 3de in 3.52,58      |
|                                                    |                       |           |                              |
| Tay Li Leng                                        | 100m schoolslag (v)   | 36e       | serie 1: 2de in 1.14,17      |

Afghanistan · Albanië · Algerije · Amerikaanse Maagdeneilanden · Amerikaans-Samoa · Andorra · Angola · Antigua‑Barbuda · Argentinië · Armenië · Aruba · Australië · Azerbeidzjan · Bahama's · Bahrein · Bangladesh · Barbados · België · Belize · Benin · Bermuda · Bhutan · Bolivia · Bosnië en Herzegovina · Botswana · Brazilië · Britse Maagdeneilanden · Brunei · Bulgarije · Burkina Faso · Burundi · Cambodja · Canada · Centraal-Afrikaanse Republiek · Chili · China · Chinees Taipei · Colombia · Comoren · Congo-Brazzaville · Cookeilanden · Costa Rica · Cuba · Cyprus · Denemarken · Djibouti · Dominica · Dominicaanse Republiek · Duitsland · Ecuador · Egypte · El Salvador · Equatoriaal-Guinea · Estland · Ethiopië · Fiji · Filipijnen · Finland · Frankrijk · Gabon · Gambia · Georgië · Ghana · Grenada · Griekenland · Groot-Brittannië · Guam · Guatemala · Guinee · Guinee-Bissau · Guyana · Haïti · Honduras · Hongarije · Hongkong · Ierland · IJsland · India · Indonesië · Irak · Iran · Israël · Italië · Ivoorkust · Jamaica · Japan · Jemen · Joegoslavië · Jordanië · Kaaimaneilanden · Kaapverdië · Kameroen · Kazachstan · Kenia · Kirgizië · Koeweit · Kroatië · Laos · Lesotho · Letland · Libanon · Liberia · Libië · Liechtenstein · Litouwen · Luxemburg ·  Macedonië · Madagaskar · Malawi · Malediven · Maleisië · Mali · Malta · Marokko · Mauritanië · Mauritius · Mexico · Moldavië · Monaco · Mongolië · Mozambique · Myanmar · Namibië · Nauru · Nederland · Nederlandse Antillen · Nepal · Nicaragua · Nieuw-Zeeland · Niger · Nigeria · Noord-Korea · Noorwegen · Oeganda · Oekraïne · Oezbekistan · Oman · Oostenrijk · Pakistan · Palestina · Panama · Papoea-Nieuw-Guinea · Paraguay · Peru · Polen · Portugal · Puerto Rico · Qatar · Roemenië · Rusland · Rwanda · Saint Kitts en Nevis · Saint Lucia · Saint Vincent en Grenadines · Salomonseilanden · Samoa · San Marino · Sao Tomé en Principe · Saoedi-Arabië · Senegal · Seychellen · Sierra Leone · Singapore · Slovenië · Slowakije · Soedan · Somalië · Spanje · Sri Lanka · Suriname · Swaziland · Syrië · Tadzjikistan · Tanzania · Thailand · Togo · Tonga · Trinidad en Tobago · Tsjaad · Tsjechië · Tunesië · Turkije · Turkmenistan · Uruguay · Vanuatu · Venezuela · Verenigde Arabische Emiraten · Verenigde Staten · Vietnam · Wit-Rusland · Zaïre · Zambia · Zimbabwe · Zuid-Afrika · Zuid-Korea · Zweden · Zwitserland